# Agelasta konoi kumejimana
Agelasta konoi kumejimana es una subespecie de escarabajo longicornio del género Agelasta, categorizada en la tribu Mesosini, de la subfamilia Lamiinae. Fue descrita por Kusama & Takakuwa en 1984.

## Descripción
Mide 14-16 mm de longitud.

## Distribución
Se distribuye por Asia: Japón.